# Parascotia nisseni
Parascotia nisseni là một loài bướm đêm trong họ Erebidae.